# Балакін Микола Олександрович
Микола Олександрович Балакін (нар. 5 січня 1989) — український футбольний суддя, представляє Київську область. Наймолодший представник суддівської династії Балакіних.

## Життєпис
Уже в 21-річному віці судив поєдинки другої ліги України. За кілька років пройшов шлях до прем'єр-ліги, де дебютував 18 липня 2015 року в матчі першого туру сезону 2015/16 «Олімпік» — «Чорноморець». Уже невдовзі обслуговував матчі грандів українського футболу, наприклад, поєдинок «Шахтар» — «Зоря» у вересні 2016-го. В грудні 2016-го став арбітром ФІФА.

## Статистика в елітному дивізіоні
Станом на 12 жовтня 2016:
І — ігри, Ж — жовті картки, Ч — червоні картки, П — призначені пенальті
| Сезон   | І  | Ж  | Ч | П |
| ------- | -- | -- | - | - |
| 2015/16 | 10 | 57 | 5 | 6 |
| 2016/17 | 4  | 19 | 1 | 2 |
| Усього  | 14 | 76 | 6 | 8 |